# Зайцево (Луганская область)
За́йцево (укр. Зайцеве; до 2016 г. Ильичо́вка) — село, относится к Троицкому району Луганской области Украины.
Население по переписи 2001 года составляло 235 человек. Почтовый индекс — 92122. Телефонный код — 6456. Занимает площадь 11,7 км². Код КОАТУУ — 4425481503.

## Местный совет
92121, Луганская обл., Троицкий р-н, с. Воеводское, ул. Шевченко, 3а